# Форссколь, Пер
Пер Фо́рссколь (швед. Pehr Forsskål; 11 января 1732 — 11 июля 1763) — шведский натуралист (в первую очередь ботаник и антрополог), путешественник. Известен также как философ, «пионер финского классического либерализма».

## Имя
Встречаются различные варианты написания имени и фамилии учёного: Peter Forsskål, Petter Forsskål, Pehr Forsskåhl. В литературе на русском языке встречаются как написание фамилии Форссколь, Форскаль, так и Форшсколь, а имени — как Пер, так и Петер.

## Биография
Пер Форссколь родился в Хельсинки в семье хельсинкского викария Юханнеса Форссколя (Johannes Forsskål, 1691—1762), который происходил из Сауво на юго-западе Финляндии.
Когда Перу Форссколю было девять лет, семья переехала в Швецию — сначала в Уппланд, позже в Стокгольм.
В возрасте десяти лет Пер Форссколь поступил в Уппсальский университет и стал учеником Карла Линнея. Позже учился в Гёттингенском университете, где изучал философию и восточные языки; здесь в 1756 году он защитил докторскую диссертацию на тему Dubia de principiis philosophiae recentioris. В том же году он вернулся в Уппсальский университет, где получил должность адъюнкт-профессора экономики.

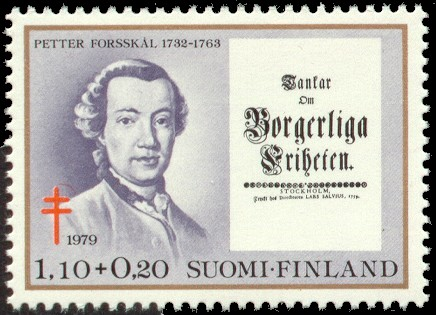
Почтовая марка Финляндии выпуска 1979 года, посвящённая Форссколю. Помимо портрета учёного, на марке приведено изображение титульного листа его работы Tankar om borgerliga friheten («Мысли о гражданской свободе»)

Пер Форссколь — один из «апостолов Линнея», к которым относят учеников великого шведского естествоиспытателя Карла Линнея (1707—1778), участвовавших в экспедициях в самых разных частях света, действуя по планам и выполняя задания своего учителя и затем присылая или привозя ему лично семена растений, а также гербарные и зоологические образцы.
В 1761 году Форссколь отправился в научную экспедицию, проводимую под патронажем короля Дании Фредерика V. Целью экспедиции было исследование природы, этнографии и экономики Египта, Аравии и Сирии. Экспедиция отплыла из Дании в январе 1761 года, прибыла в египетскую Александрию, а затем стала подниматься по Нилу, после чего прибыла в Суэц. В октябре 1762 года экспедиция отплыла в Джидду, а затем, уже по земле, добралась до города Моха в Йемене. Здесь в мае 1763 года скончался филолог Фредерик Кристиан фон Хауен, а вскоре после него, в июле, в городе Jerim от малярии умер Пер Форссколь; ему был 31 год.
Карстен Нибур (1733—1815) — друг Форссколя, единственный оставшийся в живых член экспедиции в Аравию, — отредактировал и опубликовал в Копенгагене две работы Форссколя, Descriptiones animalium, Flora Aegyptiaco-Arabica (1775) и Icones rerum naturalium (1776).

## Названы в честь Форссколя
В честь своего ученика Карл Линней в 1764 году дал роду травянистых аравийских растений название Forsskaolea.
В честь Форссколя названы многие виды растений. Такие таксоны имеют видовые эпитеты forskahli, forskalii, forskaohlei, forskaolii, forskohlei, forskolei, forsskaoliana, forsskaolii. Список таких таксонов можно найти в базе данных International Plant Names Index (IPNI).